# سندی گوس
سندی گوس (به انگلیسی: Sandy Goss) (زادهٔ ۲ اکتبر ۱۹۶۶) شناگر اهل کانادا است.